# Majestic Crest Theatre
Le Majestic Crest Theatre est une salle de cinéma située dans le quartier Westwood à Los Angeles, en Californie, aux États-Unis. Il a été fondé sous le nom d'UCLAN en 1941 et a été construit pour des spectacles. En raison des changements de propriétaires, il a été connu sous le nom de Crest Theatre, Metro Theatre, Majestic Crest et Bigfoot Crest Theatre.
En octobre 2018, avec le soutien de Susan Nimoy et d'un donateur anonyme, le Center for the Art of Performance de l'UCLA et la School of Arts &amp; Architecture ont acquis le Crest Theatre.

## Histoire
Le théâtre ouvre sous le nom d'UCLAN en 1941 dans un style art déco conçu par Arthur W. Hawes et compte 500 places. Arthur Hawes a conçu le théâtre dans un style Moderne austère pour la financière Frances Seymour Fonda, épouse d'Henry et mère de Jane et Peter, en tant que théâtre.
Le lieu est transformé en une salle de cinéma consacrée aux actualités pendant la Seconde Guerre mondiale. Après la fin de la guerre, le cinéma présente des films étrangers.

### Crest Theater
Après avoir été rebaptisé Crest Theatre, des films d'avant-garde sont projetés, notamment Dr. Strangelove, Rosemary's Baby, Goodbye, Columbus et Bob & Carol & Ted & Alice.
Pacific Theatres achète le Crest en 1985. À la fin des années 1980, Disney achète une participation majoritaire dans l'une des chaînes de Pacific qui détenait le El Capitan Theatre et The Crest.
La filiale Buena Vista Theaters de Disney et Pacific  se lancent dans une rénovation du Crest en 1987 avec comme thème un pays imaginaire hollywoodien. Joseph Musil est engagé pour rénover l'intérieur du théâtre. La première partie des rénovations consistait à moderniser les systèmes cinématographiques et audio, et a été réalisé fait avant l'ouverture en 1987 de Trois Hommes et un bébé . La phase suivante consistait à rethématiser le cinéma dans un motif Art déco tout en réaménageant le hall, l'auditorium, les toilettes et les sièges. Cette second phase a pris fin en 1988 pour la première de Big Business.
En 2002, Disney met fin à son partenariat avec le Crest. Pacific vend la salle à l'opérateur indépendant Robert Bucksbaum en 2003, qui la rebaptise Majestic Crest Theatre d'après le film The Majestic (2001) . En 2008, il est désigné comme monument historique n° 919 par la ville de Los Angeles, en Californie.
En septembre 2010, le cinéma est acheté par Bigfoot Entertainment pour environ 4 millions de dollars et géré par Carmike Cinemas. La salle est rebaptisée Bigfoot Crest Theatre et propose des films acquis ou produits par Bigfoot. La gestion à Carmike permet d'améliorer la programmation avec un certain nombre de films de plus grande envergure, films de niche, un film d'horreur de minuit, des soirées du film asiatique et un festival du film annuel. Le Crest a accueilli le festival du film asiatique Singafest jusqu'à la fin octobre 2011, après quoi le théâtre a été fermé pour rénovation. Carmike a mis fin à la gestion du théâtre à l'automne 2011. Bigfoot a mis le bâtiment en vente en décembre 2011. Le théâtre ferme à nouveau en octobre 2012.
En août 2013, après avoir été fermé environ 19 mois, le théâtre rouvre sous une nouvelle direction avec une série de projections de ballet et d'opéra comme le Crest. Le théâtre a annoncé son intention de programmer plus de films et d'événements à l'avenir. Par exemple, le dernier vendredi du mois, le cinéma propose une série de films sur le surf.

## Dans la culture populaire
- Larry David assiste à une projection de film à The Crest pour l'épisode pilote de Curb Your Enthusiasm